# Марк (Гринчевский)
Епи́скоп Марк (укр. Марк, в миру Васи́лий О́сипович Гринче́вский, укр. Василь Йосипович Гринчевський; род. 18 января 1978, село Демьянковцы, Дунаевецкий район, Хмельницкая область) — епископ Православной церкви Украины (с 2019).
Ранее — епископ Украинской православной церкви Киевского патриархата, епископ Черновицкий и Кицманский.

## Биография
Гринчевский родился 18 января 1978 года в многодетной семье сельских рабочих. С раннего детства в сопровождении своей бабушки, ныне покойной, посещал церковь в г. Дунаевцы.
В 1985 году поступил на учёбу в Демьянковецкую начальную школу, после окончания которой продолжил обучение в старших классах Иванковецкой средней школы І—ІІІ степеней. В связи с переездом родителей на Буковину перешёл на обучение в Чагорскую среднюю школу Глыбоцкого района Черновицкой области, которую окончил в 1996 году.
В том же году поступил на учёбу в Волынскую духовную семинарию, которую окончил в 2000 году. Во время учёбы в 1999 году женился, от брака имеет дочь Ирину 2000 года рождения.
19 сентября 1999 года в Свято-Андреевском кафедральном соборе г. Хмельницкого преосвященным епископом Хмельницким и Каменец-Подольским Антонием рукоположен в сан диакона, а 21 сентября — им же в том же храме в сан священника. С этого времени исполнял послушание настоятеля на приходах Хмельницкой епархии. В связи с изменой жены в 2006 году развёлся.
В 2007 году поступил на обучение в магистратуру (5 курс) Львовской православной богословской академии, которую окончил в 2008 году.
19 марта 2008 году преосвященным архиепископом Антонием в Андреевском кафедральном соборе города Хмельницкого пострижен в монашество с наречением имени Марк в честь святого апостола и евангелиста Марка.
13 декабря 2009 года Священным Синодом УПЦ Киевского патриархата избран во епископа Черновицкого и Кицманского (Журнал № 26).
16 декабря 2009 года во Владимирском Патриаршем кафедральном соборе в Киеве состоялось наречение иеромонаха Марка во епископа, которое совершили: Патриарх УПЦ КП Филарет (Денисенко), митрополит Переяслав-Хмельницкий и Бориспольский Димитрий (Рудюк), архиепископ Белоцерковский Александр (Решетняк), архиепископ Белгородский и Обоянский Иоасаф (Шибаев), архиепископ Хмельницкий и Каменец-Подольский Антоний (Махота), епископ Симферопольский и Крымский Климент (Кущ), епископ Харьковский и Богодуховский Лаврентий (Мигович), епископ Дрогобычский и Самборский Матфей (Шевчук), епископ Черниговский и Нежинский Иларион (Процик), епископ Васильковский Евстратий (Зоря), епископ Вышгородский Епифаний (Думенко), епископ Днепропетровский и Павлоградский Симеон (Зинкевич) и епископ Феодосий (Пайкуш). 17 декабря там же теми же архиереями и архиепископ Луцким и Волынским Михаилом (Зинкевичем) был рукоположен во епископа Черновицкого и Кицманского.
8 марта 2013 года Священным Синодом УПЦ Киевского Патриархата назначен епископом Одесским и Балтским.
Указом Президента Украины № 336/2016 от 19 августа 2016 года награждён юбилейной медалью «25 лет независимости Украины».
22 января 2018 года Священный Синод УПЦ КП освободил епископа Марка от управления Одесской епархией по состоянию здоровья, и, по согласованию c митрополитом Хмельницким и Каменец-Подольским Антонием (Махотой), назначен настоятелем прихода храма Рождества Христова в городе Дунаевцы Хмельницкой области.